# Motor-Kritik

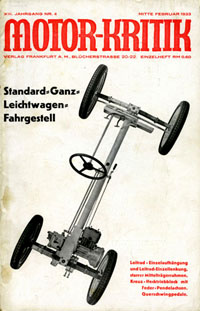
Cover der Ausgabe vom 4. Februar 1933, abgebildet ist das vom Chefredakteur Josef Ganz entworfene innovative Fahrwerk des Standard Superior

Motor-Kritik war eine progressive Automobil-Zeitschrift, die zwischen 1922 und 1945 erschien. Vorläufer war das Magazin Klein-Motor-Sport von 1922 bis 1928. Nach 1945 wurde das Blatt mit der Motor-Rundschau vereint, die wiederum an die Zeitschrift Mot verkauft wurde und während der 1960er Jahre unter dem Titel Mot. Auto-Kritik erschien.

## Geschichte
Die Zeitschrift Klein-Motor-Sport wurde 1922 von Ingenieur Oskar Ursinus gegründet und berichtete über Motorräder und kleine Autos.
Im Jahr 1927 übernahm die H. Bechhold Verlagsbuchhandlung in Frankfurt am Main die unrentable Zeitschrift und setzte Josef Ganz, einen jungen progressiven Ingenieur und kritischen Automobil-Journalisten, als Chefredakteur ein. Dieser nutzte Klein-Motor-Sport als Plattform, um schwere, unsichere und altmodische Autos zu kritisieren und neue innovative Konstruktionen zu bewerben. Die Zeitschrift erlangte hierdurch schnell Ansehen und Einfluss und wurde im Januar 1929 passenderweise in Motor-Kritik umbenannt.
Auch Frank Arnau arbeitete für die Zeitschrift, indem er gemeinsam mit Josef Ganz Sondernummern herausgab, die sich „ausschließlich mit ‚Enthüllungen‘ und Aufdeckung von angeblich schlimmen Zuständen bei bestimmten Werken der Autoindustrie“ befassten.
Der Leiter von Volkswagen in der Nachkriegszeit, Heinrich Nordhoff, sagte später (übersetzt aus dem Englischen): „Mit der Leidenschaft eines Missionars hat Josef Ganz in Motor-Kritik die alten und etablierten Automobilfirmen mit scharfer Ironie angegriffen.“ Diese Firmen wehrten sich gegen Motor-Kritik mit Gerichtsprozessen, Verleumdungskampagnen und Werbeboykott. Dies steigerte den Bekanntheitsgrad der Zeitschrift jedoch noch und machte Josef Ganz zu einem der führenden unabhängigen Vordenker im Automobil-Bereich.
Nach der Machtergreifung zwang die Gestapo Josef Ganz wegen seiner jüdischen Herkunft 1933 zum Rücktritt. Sein Kollege Georg Ising übernahm den Posten und blieb Chefredakteur bis zur Einstellung der Zeitschrift zum Ende des Zweiten Weltkriegs 1945.